# Червоний Маяк (Бериславський район)
Червоний Маяк — селище в Україні, у Новорайській сільській громаді Бериславського району Херсонської області. Населення становить 1883 осіб.

## Населення

### Мовний склад
Рідна мова населення за даними перепису 2001 року:
| Мова       | Чисельність, осіб | Доля     |
| ---------- | ----------------- | -------- |
| Українська | 1 716             | 91,13 %  |
| Російська  | 153               | 8,13 %   |
| Інше       | 14                | 0,74 %   |
| Разом      | 1 883             | 100,00 % |

## Історія

### Археологічні пам'ятки
Про давнє заселення території, де тепер розташовані села Червоний Маяк та сусіднє — Республіканець, свідчать виявлені тут неолітичний могильник, курганні поховання доби бронзи, а також два скіфо-сарматські городища й могильник.Зокрема відомий Запорозький городок — пізньоскіфське городище — місце, де розташовувалися козацькі форпости.

### ІІ половина 18 століття
У 1781 році на місці сучасного Червоного Маяка, біля Пропасної балки, царський уряд виділив землю для заснування монастиря. Перші ченці створеної 1783 року Софронійової пустині жили в печерах, видовбаних у кручах (їх залишки збереглися до наших днів).
Через 20 років сюди з Смоленської губернії переведено Бізюків монастир, і відтоді він дістав офіційну назву — Григоріївський Бізюків чоловічий монастир. Серед народу поширилася назва — Пропасний монастир (за гідронімом).
Наприкінці XVIII ст. монастиреві належало 4854 десятини землі, в тому числі 2584 орної; під сіножатями було 786, лісом — 830 та непридатної — 622 десятини. Його багатства зростали, і в першій половині XIX ст. земельна площа становила вже 25 964 десятини — 1,5 відсотків всієї площі землекористування в Херсонському повіті. Крім зернового господарства, тут розвивалися садівництво, бджільництво і скотарство. Багаті рибальські угіддя монастир за великі гроші віддавав в оренду.

### 19 століття
Після реформи 1861 року Григоріє-Бізюків монастир залишався власником усіх своїх земельних угідь. На його величезних ланах висівалися озимі жито і пшениця, а також яра пшениця й овес; вирощувалися просо, льон і кукурудза; закладалися виноградні плантації. Врожаї зернових на монастирських землях значно перевищували середню врожайність на Херсонщині і становили залежно від погодних умов від 40 до 70 пудів з десятини. 1887 року в монастирському господарстві налічувалося 145 голів робочої худоби, 420 голів великої рогатої худоби, чимало овець і свиней.
Монастир був власником багатьох промислових підприємств: млинів, олійниць, виноробні, вапнярні, слюсарсько-ковальських, цегельно-черепичних і гончарних майстерень. Працювала електростанція, застосовувалася тогочасна техніка, в тому числі локомобіль. Підприємства були досить прибутковими. Чималі гроші давали млини та олійниці, куди з усіх навколишніх сіл привозили зерно і соняшникове насіння. Наживався монастир і на здачі землі в оренду. Орендарі брали великі ділянки в довгострокову оренду по 2,8—5 крб. за десятину, а безземельні селянські господарства орендували на рік невеликі клаптики, за які з них здирали по 10 крб. за десятину. З селян-бідняків, які не могли сплачувати гроші, монастир брав плату натурою: за орну землю — третину врожаю, за сіножаті — від трьох п'ятих до двох третин скошеного сіна.
Були й інші джерела надходження грошей: кілька разів на рік ченці й семінаристи йшли на села збирати пожертвування; багаті парафіяни часто відказували монастиреві великі капітали й землю, щоб «братія» замолювала їхні гріхи. Отже, Григоріє-Бізюків монастир, прибутки якого на початку XX ст. перевищували 500 тис. крб. на рік, був одним з найбагатших на півдні України. У ньому налічувалося 70 капітальних кам'яних споруд: собор, дві церкви, дзвіниця, братський корпус на три поверхи і 76 кімнат, будинок архімандрита на 43 кімнати, будинок намісника на 12 кімнат, дитячий притулок на 5 кімнат, дворянський і загальний готелі, заїжджі двори для простого люду та багато різних служб. У монастирі були фельдшерський пункт, духовна семінарія та церковнопарафіяльна школа. Поблизу обителі розміщувалися саманні хатини сімейних селян-бідняків, які працювали в монастирському господарстві.
На численних хуторах, розкиданих по степу, мешкали селяни, які обробляли монастирську землю, доглядали монастирських коней (хутір Кінський Завод), овець (хутір Кошара), вирощували льон (хутір Лляний). Жили вони в злиднях, працювали тяжко, під палючим сонцем, часто без води (хутір Безводний).

### 20 століття
Село постраждало від Голодомору, проведеного радянським урядом у 1932—1933 роках. Згідно з мартирологом Національної книги пам'яті України, складеного на основі свідчень очевидців (зокрема Ісаєнко М. М.) 2007 року, загинула 1 особа — Осипенко, який мав 18 років.

### Російсько-українська війна

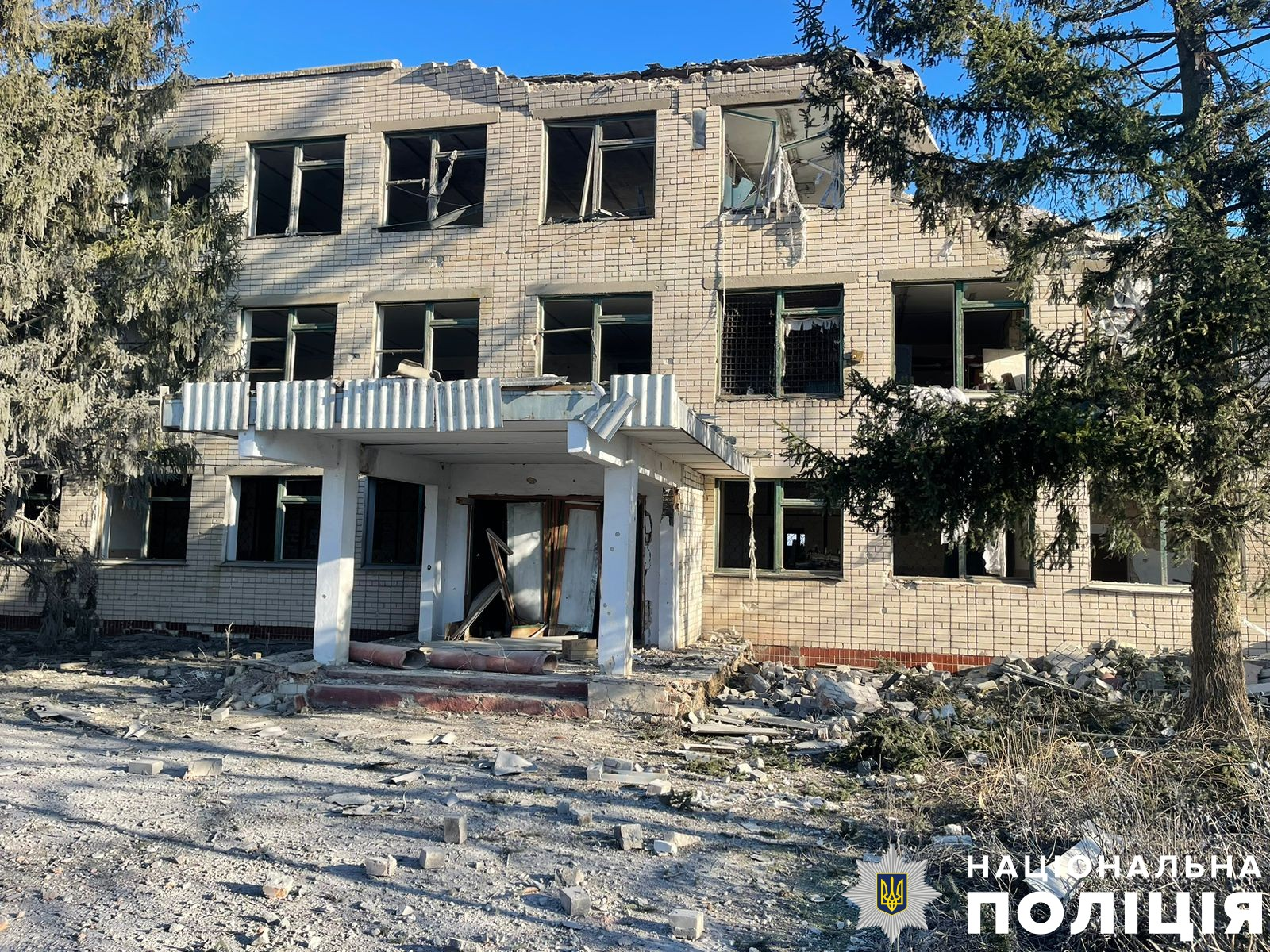
Ліцей у Червоному Маяку після обстрілу в січні 2024 року

Село тимчасово окуповане російськими військами в кінці лютого 2022 року.
11 серпня 2022 року ЗСУ повідомили про знищення пункту управління 49-ої армії РФ біля Червоного Маяка.
Визволене силами оборони України 10 листопада 2022 року в ході контрнаступу на Херсонщині.
22 червня 2023 року рішенням Національної комісії зі стандартів державної мови віднесено до списку населених пунктів, які «можуть не відповідати лексичним нормам української мови», зокрема стосуватися «російської імперської чи колоніальної політики». Громаді рекомендовано обґрунтувати доцільність збереження поточної назви або  запропонувати нову назву в установленому законодавством порядку.
В лютому 2024 року від російського обстрілу постраждав розташований у селі Григоріївський Бізюків чоловічий монастир.

## Пам'ятки
1781 р. засновано Григоріївський Бізюків чоловічий монастир. За радянських часів він припинив своє існування; зруйновано запорозьку церкву св. Григорія (1782 р), Вознесенський собор та дзвіницю (1894 р), розібрано частину огорожі.
Збереглися стіни з вежами (кін. XVIII — 1 чверть XIX ст.), Покровська церква, архієрейський будинок з церквою Трьох Святителів, Троїцька церква, Трапезна, корпус келій, готельний корпус, брама, фонтани (всі кін. XIX — поч. XX ст.), печерні келії (XVIII ст.). У 1991 року монастир відновлено.